# Carex curatorum
Carex curatorum är en halvgräsart som beskrevs av John William Stacey. Carex curatorum ingår i släktet starrar, och familjen halvgräs. Inga underarter finns listade i Catalogue of Life.